# Galeaza

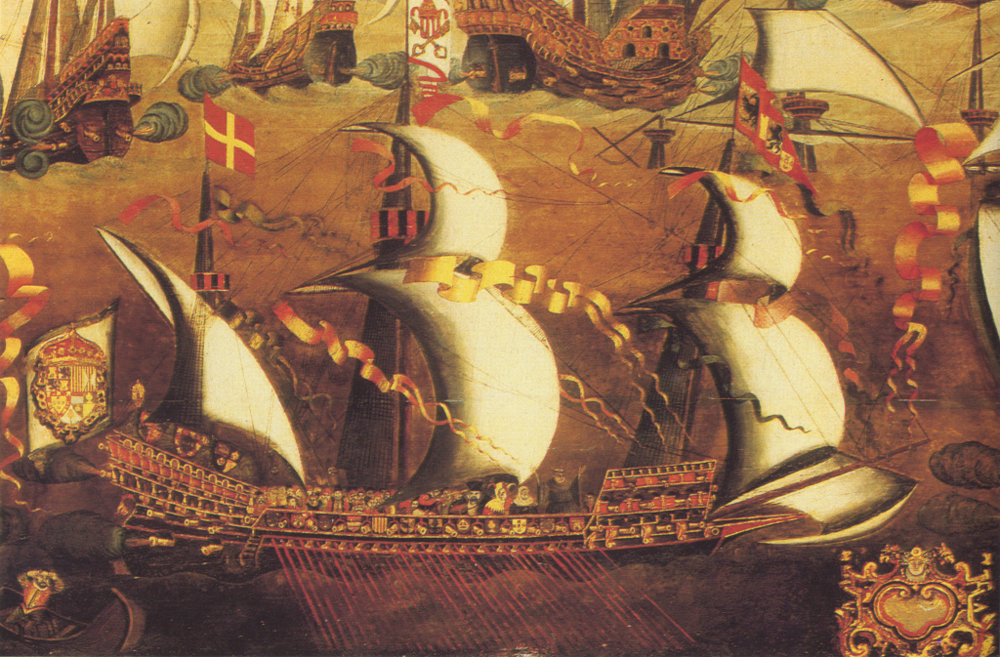
Galeaza española del.

La galeaza (del italiano galeazza, aumentativo de galea, galera) fue un tipo de gran galera, generalmente combinando características de galera y de galeón u otro buque pesado de vela. Utilizada sobre todo en la segunda mitad del siglo XVI, fue desarrollada por venecianos y españoles, dándole uso los primeros en el Mediterráneo y los segundos mayormente en el Atlántico.
Con ellas se pretendía tener una nave con más artillería que las galeras y que soportase mejor la navegación en mar abierto, lo cual obtuvo una gran variedad de resultados operativos. La proporción de eslora a manga era menor que en las galeras, siendo de 6 a 1 e incluso de 5 a 1. 

## Historia y características

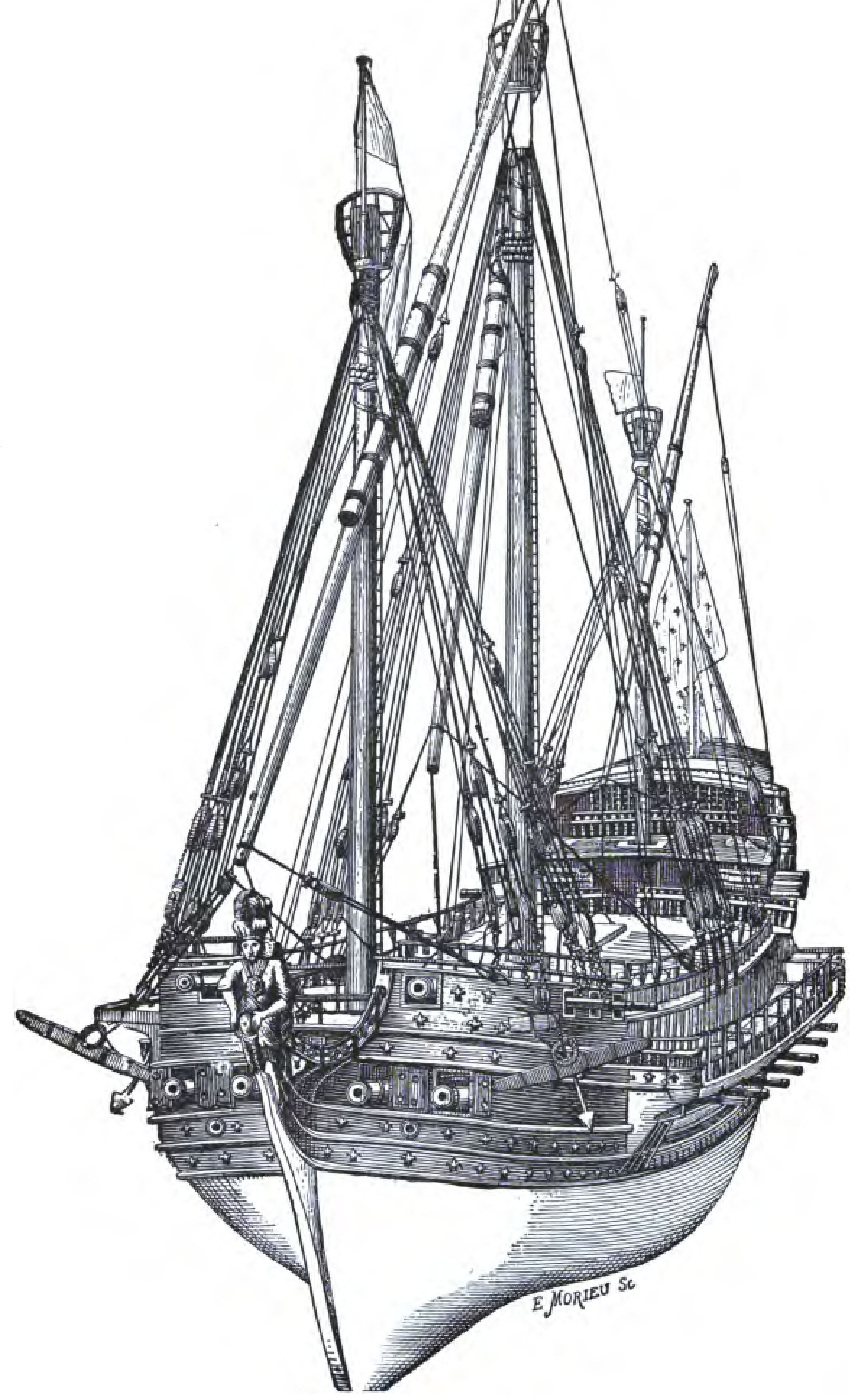
Galeaza del.

Los venecianos las inventaron y los españoles las perfeccionaron; las dimensiones tipo de una galeaza del siglo XVII podían ser 59 m de eslora, 9 m de manga y 3,35 m de calado, con un puntal de 6,5 m. Tenían cubierta corrida, por lo que los remeros iban a cubierto, no como en las galeras, en las que iban a la intemperie. Podían llevar unos 20 cañones y unos 30 pedreros. Llevaban hasta 32 remos por banda, y los remos podían llegar a tener 15 m de longitud, lo que exigía siete u ocho hombres por remo. Eran de proa redonda como las naos.
Las galeazas de combate que participaron en Lepanto tenían 172 pies de eslora por 22 de manga. Llevaban un castillo a proa de forma semicircular y otro a popa con una caseta troncopiramidal. En estos castillos, así como en los espacios libres entre los remos, iban los cañones. Había galeazas que montaban 60 piezas de artillería entre bombardas, gruesos y medios cañones, culebrinas y pedreros. La mayoría de estas piezas iban emplazadas en los castillos de proa y popa y las restantes iban entre los bancos. Estos últimos eran pedreros, pues por su escasa longitud podían maniobrarse entre las bancadas. Las bordas de las galeazas estaban siempre terminadas por empavesadas con troneras por donde hacían fuego los arcabuceros y mosqueteros.
Con el fin de favorecer los efectos del timón, poco eficiente a causa de la gran eslora y poca manga de estas embarcaciones, armaban siempre dos remos (espadillas, uno por aleta). Aparejaban tres velas latinas que izaban entre los tres palos, trinquete, mayor y mesana, cada uno con su correspondiente entena, compuesta de dos partes: el car y la pena. Eran más lentas que las galeras ordinarias y tenían unas condiciones marineras bastante pobres, que intentaban compensar con su robustez y potencia de fuego.
Las galeazas atlánticas o cantábricas armadas en España diferían sustancialmente del modelo veneciano. En lugar de ser concebidas como galeras complementadas con características de buques de vela, eran primariamente buques de vela complementados con características de galeras, que se desplazarían a vela y sólo utilizarían remos para ayudar a maniobras o carreras estratégicas durante las batallas. Además de la agilidad concedida por los diseños de Bazán, su mayor casco y espacio permitía mucha más potencia artillera.

## Historia

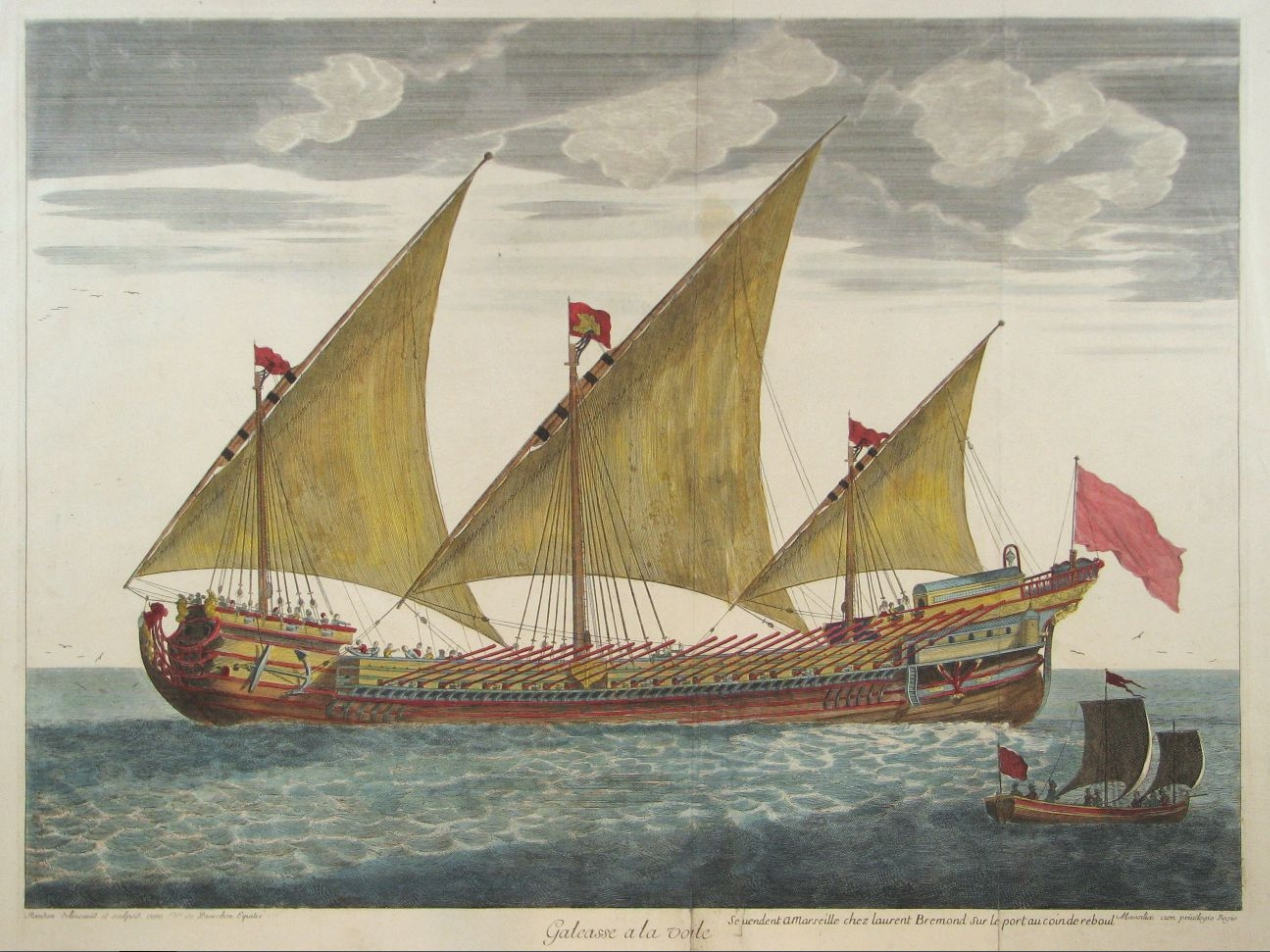
Galeaza francesa, 1690.

Se desconoce el inventor de la galeaza, pero probablemente cumplió su papel tras la tercera guerra turco-veneciana en 1540, cuando el almirante Cristoforo da Canal hizo extensivas reformas en la armada veneciana.
Por su parte, Álvaro de Bazán el Viejo comenzó a construir galeazas de un diseño personal para España en 1540. A diferencia de los venecianos, su interés estaba en el Atlántico, no en el Mediterráneo, ya que juzgó que las galeazas podían servir bien para dar caza a naves de vela corsarias en situaciones de poco viento. Sus buques insignias fueron la Santa María, de 800 toneladas, y la Magdalena, de 1200, dotada cada una de cien piezas de artillería, volúmenes prodigiosos que sólo igualaban las farragosas carracas gigantes de Francia e Inglaterra. Estas galeazas dieron un gran servicio contra el corso enemigo.
Su hijo Bazán el Mozo también estuvo a cargo de una flotilla de naos y galeazas con las que cazó numerosos corsarios ingleses y franceses. La escuadra fue reemplazada por una de galeras cuando el fin de las guerras italianas hizo volver las miras al Mediterráneo, ya que, con su mayor tranquilidad de aguas, las galeras usadas por los corsarios berberiscos resultaban más veloces que las galeazas atlánticas y sólo podían ser cazadas por otras naves de su tipo.
La primera galeaza mediterránea fue botada en 1556 por Vittore Fausto, quien hizo construir en Venecia una gigantesca galeaza de cinco remos por banco. Tal proyecto suscitó gran discusión en el Senado de Venecia antes de ser aprobado y una vez que lo hubo sido, se puso por condición que, una vez terminada, la galeaza regateara con una galera ordinaria. Así se hizo, logrando la primera gran ventaja en la competencia. Venecia construyó más, que sin embargo no se llegaron a utilizar en la guerra al ser destruidas en un gran incendio en el Arsenal en 1569.
El capitán italiano Pantero Pantera dice que en 1567, el rey de España Felipe II hizo construir en Barcelona una galeaza gigantesca de 36 bancos (probablemente 18 por banda) y 7 remos por cada uno. Según él mismo dice, la galera resultó innavegable por su pesadez y sus malas condiciones evolutivas. Estos ensayos no demostraron la ventaja de las enormes galeazas con varios remos por bancada, por lo que ya en la Batalla de Lepanto, las galeazas eran de un solo remo por banco.
Como se menciona, seis galeazas venecianas construidas por Francesco Bressan y comandadas por Francesco Duodo fueron utilizadas en la vanguardia cristiana durante la batalla de Lepanto. El efecto de su artillería fue breve pero contundente, inutilizando varias galeras y rompiendo fortuitamente el fanal de la mando de la capitana de Alí Bajá. No pudiendo encarar ni abordar aquellos barcos pesados, que impresionaron a Alí, la flota otomana tuvo que replantearse su estrategia, abrir huecos en su línea y pasar a los lados de las galeazas para atacar el resto de la formación cristiana. Con ello, sin embargo, las naves quedaron fuera de la batalla, ya que su poca maniobrabilidad y el caos de la batalla no les permitió reorientarse para abrir fuego sin alcanzar a sus aliados.
También se utilizó una escuadra de cuatro galezas napolitanas en la Empresa de Inglaterra de 1588, de las cuales dos volvieron operativas a España tras el fiasco de la expedición. Más tarde, por 1615, el Duque de Osuna hizo construir cuatro galezas bien artilladas en Sicilia en previsión de un ataque de la flota otomana que nunca llegó a ocurrir. Un año después, los venecianos utilizarían seis galezas contra la armada privada de Osuna en la batalla de Ragusa, aunque con poco éxito. Venecia volvería a usarlas bajo el mando de Francesco Morosini en la guerra de Morea contra los turcos en 1684.